# Charis subtessellata
Charis subtessellata är en fjärilsart som beskrevs av William Schaus 1913. Charis subtessellata ingår i släktet Charis och familjen Riodinidae. Inga underarter finns listade i Catalogue of Life.